# Herb gminy Kutno
Herb gminy Kutno – jeden z symboli gminy Kutno, ustanowiony 13 listopada 2015.

## Wygląd
Herb przedstawia na tarczy polu błękitnym mur blankowany z czerwonej cegły, spoza którego pół lwa złotego, dzierżącego złotą obręcz (Prawdę). Od czoła, na prawo od lwa, lilia naturalna srebrna.

## Symbolika
Symbolika herbu powiązana jest z dwoma ważnymi dla gminy miejscami: Leszczynkiem oraz Głogowcem.

Mapa powiatu kutnowskiego

Główna część herbu pochodzi od godła herbu Prawdzic, którym pieczętował się poeta Józef Bohdan Zaleski, zamieszkały przez pewien czas w Leszczynku. W pracy Józefa Tretiaka, poświęconej życiu i twórczości poety można przeczytać, że „pobyt miał dla niego przyjemne strony i korzystnie oddziaływał na jego talent, pozwalając się skupić, zrozumieć siebie i rozwinąć”. Na terenie dworku, który zamieszkiwał Zaleski działa dziś Ośrodek Kultury Gminy Kutno oraz park kulturowy kultywujący pamięć o poecie.
Trzymana przez lwa obręcz symbolizuje dodatkowo fakt, iż gmina Kutno ściśle przylegając do miasta formuje wokół niego swoisty pierścień i tworzy razem z nim aglomerację kutnowską – sam lew stanowi w tym kontekście nawiązanie do herbu miasta.
Srebrna lilia natomiast, będąca tradycyjnym symbolem maryjnym, symbolizuje tutaj Sanktuarium Matki Bożej w Głogowcu – najstarszy zabytek gminy Kutno i cel podróży pielgrzymów z całej Polski.